# Onthophagus dignus
Onthophagus dignus är en skalbaggsart som beskrevs av Gillet 1930. Onthophagus dignus ingår i släktet Onthophagus och familjen bladhorningar. Inga underarter finns listade i Catalogue of Life.